# Гоятуба
Гоятуба (порт. Goiatuba) — муниципалитет в Бразилии, входит в штат Гояс. Составная часть мезорегиона Юг штата Гойас. Входит в экономико-статистический микрорегион Мея-Понти. Население составляет 32 066 человек на 2006 год. Занимает площадь 2475,107 км². Плотность населения — 13,0 чел./км².
Праздник города — 21 января.

## История
Город основан в 1931 году.

## Статистика
- Валовой внутренний продукт на 2003 год составляет 408 026 988,00 реалов (данные: Бразильский институт географии и статистики).
- Валовой внутренний продукт на душу населения на 2003 год составляет 12 897,15 реалов (данные: Бразильский институт географии и статистики).
- Индекс развития человеческого потенциала на 2000 год составляет 0,812 (данные: Программа развития ООН).